# Hexylcaine
Hexylcaine hydrochloride, còn được gọi là cyclaine (Merck) hoặc osmocaine, là một thuốc gây tê cục bộ tác dụng ngắn. Nó hoạt động bằng cách ức chế dẫn truyền kênh natri. Quá liều có thể dẫn đến đau đầu, ù tai, tê và ngứa ran quanh miệng và lưỡi, co giật, không thể thở và giảm chức năng tim.